# Christa Ludwig
Christa Ludwig, född 16 mars 1928 i Berlin, Tyskland, död 24 april 2021 i Klosterneuburg, Österrike, var en tysk operasångerska (mezzosopran). Hon var gift med sångaren Walter Berry.
Ludwig debuterade 1946 i Frankfurt, och var från 1955 vid Wiener Staatsoper. Hon uppträdde på de flesta större scenerna i världen, bland annat Metropolitan Opera i New York, innan hon drog sig tillbaka 1994. Ludwig är en av 1900-talets främsta mezzosopraner, och kännetecknas bland annat av sin starka utstrålning på scenen och sitt ovanligt stora register. Hon är känd för roller som Leonora i Fidelio och Lady Macbeth i Macbeth.